# Senenuka
Senenuka, auch Keki genannt, war Vorsteher der Pyramidenstadt des Cheops, königlicher Schreiber, Leiter der Wab-Priester, königlicher Bekannter. Seine Frau hieß Iti, die ebenfalls als königliche Bekannte bezeichnet wird. Seine beiden Töchter hießen Nubheset und Akhetemhenut.

## Grab
Es handelt sich um eine schmale Mastaba aus der 4. Dynastie (G 2041), die direkt neben der großen Mastaba von Nefer (G 2110) liegt. Ausgegraben wurde sie 1905 von George Andrew Reisner. Erhalten hat sich nur ein aus neun Fragmenten bestehendes Relief von der Westwand der Grabkapelle, das sich heute im Museum of Fine Arts in Boston befindet (MFA 11.100, 11.1001 und 1103–1105). Zwischen zwei unvollendeten Scheintüren ist auf einem Relief Senenuka vor einem Opfertisch zu sehen. Ähnlich wie Nefer ist er recht individuell dargestellt. Er hat eine dicke Nase, wulstige Lippen und ein Doppelkinn. Auf einem weiteren Relief ist Senenuka mit seiner Gattin vor einem Opfertisch zu sehen. Die südliche Scheintür zeigt stehend die Tochter Akhetemnut. Vermutlich ist Senenuka identisch mit einem der Schreiber, die auf Nefers Relief namentlich genannt werden (MFA Boston 07.1002). Das vermutete jedenfalls schon Reisner und dann Peter Der Manuelian, der darauf hinweist, dass sich auch bei Kanefer (G 2150) unmittelbar neben seiner Mastaba eine kleine Grabanlage (G 2151) befindet, die einem Ptahwer, Aufseher über die Kapriester, gehörte, der im Grab von Kanefer mehrmals genannt wird. Eine Reihe dieser großen Mastabas sind von kleinen Grabanlagen umgeben. Es wird sich also in vielen Fällen wie bei Senenuka oder Ptahwer um Gefolgsleute des Grabbesitzers gehandelt haben.